# Nepalgrella
Nepalgrella is een geslacht van hooiwagens uit de familie Sclerosomatidae.
De wetenschappelijke naam Nepalgrella is voor het eerst geldig gepubliceerd door J. Martens in 1987. 

## Soorten
Nepalgrella omvat de volgende 2 soorten:
- Nepalgrella kortaliensis
- Nepalgrella yamputhini